# Urlańce
Urlańce (lit. Ureliai) − wieś na Litwie, w okręgu wileńskim, w rejonie solecznickim, w gminie Dziewieniszki], 7 km na północny wschód od Dziewieniszek, zamieszkana przez 37 ludzi.

## Historia
W czasach zaborów wieś włościańska w okręgu wiejskim Dowlany, w gminie Dziewieniszki, w powiecie oszmiańskim, w guberni wileńskiej Imperium Rosyjskiego. W 1866 liczyła 85 mieszkańców w 12 domach, należała do dóbr Klewica, własność Umiastowskich. W 1905 roku wieś liczyła 113 mieszkańców.
W latach 1921–1945 wieś leżała w Polsce, w województwie wileńskim, w powiecie oszmiańskim, w gminie Dziewieniszki.
W 1931 w 25 domu zamieszkiwało 140 osób.
Wierni należeli do parafii rzymskokatolickiej w Narwiliszkach. Miejscowość podlegała pod Sąd Grodzki w Holszanach i Okręgowy w Wilnie; właściwy urząd pocztowy mieścił się w Dziewieniszkach.